# Castração parasítica

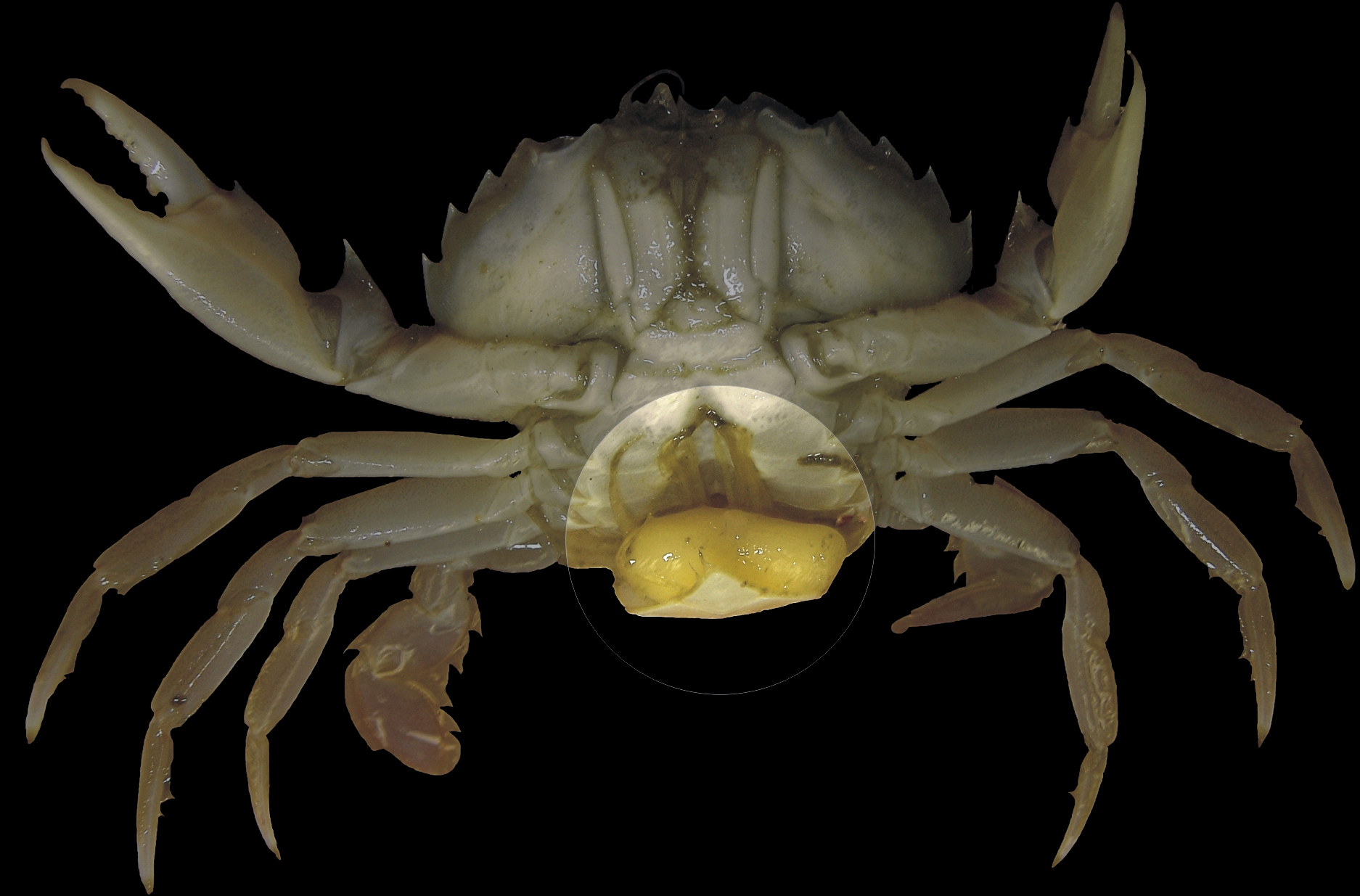
Caranguejo com ovos da craca parasita Sacculina carcini. O parasita interrompe a reprodução no hospedeiro, o caranguejo, e estimula a fêmea caranguejo a dispersar os ovos dos parasitas com o mesmo comportamento que ela faria com seus próprios ovos.

Castração parasítica é uma estratégia, usada por parasitas, para bloquear a reprodução do hospedeiro, completamente ou em partes, para seu próprio beneficio. A estratégia de castração parasítica resulta na morte reprodutiva do hospedeiro.